# Semjon Konstantinowitsch Zarapkin
Semjon Konstantinowitsch Zarapkin (russisch Семён Константинович Царапкин, wissenschaftliche Transliteration Semen Konstantinovič Carapkin; * Mai 1906 in Mariupol, Gouvernement Jekaterinoslaw, Russisches Kaiserreich; † 17. September 1984 in Moskau) war ein sowjetischer Diplomat, der unter anderem von 1961 bis 1966 Ständiger Vertreter bei der UN-Konferenz für Abrüstung UNCD in Genf sowie zwischen 1966 und 1971 Botschafter in der Bundesrepublik Deutschland war.

## Leben
Semjon Konstantinowitsch Zarapkin trat nach einem Studium der Orientalistik 1937 der damaligen Kommunistischen Allunions-Partei (Bolschewiki, WKP (B)) als Mitglied bei und trat zugleich in das Volkskommissariat für Auswärtige Angelegenheiten der UdSSR ein. Er fand zunächst Verwendungen im Volkskommissariat und war zwischen 1938 und 1944 Stellvertretender Leiter der II. Europäischen Abteilung sowie 1944 Leiter der II. Fernostabteilung, ehe er von 1944 bis 1947 Leiter der US-Abteilung des Volkskommissariats für auswärtige Angelegenheiten war, aus dem 1946 das Außenministerium der UdSSR hervorging. In dieser Funktion nahm er an der Konferenz von San Francisco zur Erarbeitung der Charta der Vereinten Nationen teil, die vom 25. April 1945 bis zum 26. Juni 1945 stattfand.
Er war von 1947 bis 1949 Botschaftsrat an der Botschaft in den USA sowie im Anschluss zwischen 1949 und 1952 Stellvertreter des Ständigen Vertreters bei den Vereinten Nationen in New York City. Den Posten als Stellvertreter des Ständigen Vertreters bei den Vereinten Nationen in New York City hatte er erneut von 1953 bis 1954 inne und war daraufhin zwischen 1954 und 1964 Leiter der Abteilung für Internationale Organisationen des Außenministeriums der UdSSR und gehörte von 1954 bis Mai 1966 auch dem Führungskollektiv des Außenministerium an.
1961 wurde Zarapkin Ständiger Vertreter bei der UN-Konferenz für Abrüstung UNCD in Genf, dem damaligen Abrüstungsausschuss der Vereinten Nationen, und verblieb auf diesem Posten bis Mai 1966, woraufhin Alexei Alexandrowitsch Roschtschin seine Nachfolge antrat. Er war zugleich von 1964 bis Mai 1966 Berater des Außenministeriums der UdSSR. Am 25. Mai 1966 wurde er als Nachfolger von Andrei Andrejewitsch Smirnow zum außerordentlichen und bevollmächtigten Botschafter der UdSSR in der Bundesrepublik Deutschland ernannt und überreichte am 12. Juli 1966 sein Beglaubigungsschreiben. Er bekleidete diesen Botschafterposten bis zum 23. Februar 1971 und wurde daraufhin von Walentin Michailowitsch Falin abgelöst. Er selbst trat im Februar 1971 im Rang eines außerordentlichen und bevollmächtigten Botschafters für besondere Aufgaben des Außenministeriums der UdSSR in den Ruhestand.
Für seine Verdienste in der Sowjetunion wurde Semjon Zarapkin mehrfach ausgezeichnet und erhielt unter anderem den Orden der Oktoberrevolution, den Orden des Vaterländischen Krieges Erster Klasse, zwei Mal den Orden des Roten Banners der Arbeit sowie den Orden der Völkerfreundschaft.

## Hintergrundliteratur
- Meyers Großes Personenlexikon, S. 1430, Mannheim 1968